# Bojnice
Bojnice (německy Weinitz, maďarsky Bajmóc) jsou lázeňské město na středním Slovensku asi jeden kilometr západně od Prievidzy na pravém břehu řeky Nitry (okres Prievidza, Trenčínský kraj). Žije zde přibližně 5 100 obyvatel. První písemná zmínka o městě pochází z roku 1113. 
Bojnice se v novodobých dějinách staly významným turistickým centrem. Kromě množství kulturně-historických památek a nejstarší a nejnavštěvovanější slovenské zoo se ve městě často konají kulturní, sportovní a turistické události.

## Historie
První písemná zmínka o Bojnicích pochází z roku 1113, kdy byly zmíněny jako podhradní osady bojnického hradu. Koncem první třetiny 16. století panství získal Alexej Turzo a roku 1530 město vyplenili a vypálili Turkové. V průběhu 16. století vzrostl díky kontaktům s hornickými městy hospodářský i strategický význam Bojnic a Thurzové je nechali opevnit palisádou. Ve stejné době se po tridentském koncilu na jejich panství rozšířilo protestantství.
Po vymření rodu Thurzů město dostali od krále Ferdinanda III. Pálffyové. Pavel Pálffy na panství zavedl rozsáhlé reformy a městu udělil obchodní privilegia. Hospodářský rozmach se projevil také stavebními aktivitami. Staré dřevěné opevnění bylo nahrazeno kamenným, přičemž každý dům ve městě musel na stavbu hradeb poskytnout tři muže. Po smrti Pavla Pállfyho zahájila vdova Marie Františka, rozená Khuenová z Belasi, proces rekatolizace, v jehož důsledku protestanti z bojnického panství do roku 1678 vymizeli.

## Části
- Bojnice
- Bojnice - kúpele
- Dubnica
- Kúty

## Pamětihodnosti
- Bojnický zámek, založený ve 13. století na místě staršího hradiště a v letech 1889–1910 přestavěný v novogotickém slohu, byl zobrazen v mnoha filmech a seriálech (mimo jiné třeba ve filmu Šíleně smutná princezna).
- Bojnická zoologická zahrada, nejstarší zoologická zahrada na Slovensku
- Lípa krále Matyáše
- Prepoštská jeskyně

## Rodáci
- Yvetta Blanarovičová (* 1963) – československá zpěvačka a herečka
- Miloslav Mečíř (* 1964) – slovenský tenista a trenér
- Karina Habšudová (* 1973) – slovenská tenistka
- Antónia Lišková (* 1977) – slovensko-italská herečka
- Mirka Federerová (* 1978) – švýcarská tenistka
- Andrej Sekera (* 1986) – slovenský hokejista

## Partnerská města
- Jeseník, Česko